# 迷你樂一通：我如何度過暑假
《迷你樂一通：我如何度過暑假》（英語：Tiny Toon Adventures: How I Spent My Vacation）是華納兄弟於1991年製作的動畫片，1992年與以錄影帶首映形式推出。這套影片由各主要的迷你樂一通成員演出，並細分多條線路去記述他們的不同故事。而在世界各地，這動畫片普遍被評定為適合任何人士收看。另外，原裝的動畫片長達80分鐘，而全套都加入了字幕。
在1993年，《我如何度過暑假》被分拆為4集，在電視輪流播放。

## 故事處境
- 和一起打水戰，而規模亦越來越大。最後，他們使整個城淹沒，更被沖到美國南部，進行一連串野外歷險。
- 跟著一家到主題公園去。然而，這一段漫長的路程使Plucky Duck感到苦痛。
- Fifi Le Fume希望和電影明星Johnny Pew會面，於是跟蹤他到其酒店。最後，他們終於約會，只可惜那不是一個理想約會。
- 拉著去看一套自己重看100多次的電影，而且不斷說話，煩擾其他觀眾。
- 享受自己在公園的自然生活，嚇壞了不少動物。

## 外部連結
- 互联网电影数据库（IMDb）上《迷你樂一通：我如何度過暑假》的资料（英文）
- TV.com第一集資訊[]
- TV.com第二集資訊 （页面存档备份，存于）
- TV.com第三集資訊[]
- TV.com第四集資訊[]